# Listen to Wikipedia
Listen to Wikipedia（別名: L2W、Hatnote: Listen To Wikipedia）は、Mahmoud HashemiとStephen LaPorteが開発したマルチメディアビジュアライザーで、直近のWikipedia編集を視覚と音に変換して表示し、利用者の編集活動をリアルタイムで表示するものである。オープンソースソフトウェアは世界中のWikipediaへの投稿を元に、音と一緒にリアルタイムで統計グラフィックとして作成・表示される。その過程で、Listen to WikipediaはJavaScriptライブラリのD3.jsを使用している。
Listen to Wikipediaのコンセプトは、Maximillian Laumeisterが制作したアプリケーションで、元は「Listen to Bitcoin」として知られていた「BitListen」をベースにしている。

## 表示

### オーディオ
編集ごとに、五音音階にしたがった音が生成される。チェレスタの鐘の音色がする音はウィキペディアに情報を追加する編集に、クラヴィコードの打鍵は除去する編集に対応している。音の高低は、編集の大きさに反比例し、低い音は大規模な編集によって生み出される。また、ウィキペディアの新規登録者はヴァイオリンの和音で歓迎される。

### ヴィジュアル
それぞれの編集は、以下の3色のうちの1色で表される円を作る。3色とは、白・緑・紫で、それぞれ登録利用者、未登録の利用者、ウィキペディアのbotを表す。円の大きさは編集での変更の大きさに比例し、大きな円は大規模な編集によって生成されている。円の中心には編集された記事の名称が表示されている。テキストをクリックすることで利用者のブラウザに新しいタブでウィキペディアのページが開かれ、加筆・修正内容などが表示される。ウィキペディアに新しい利用者が登録されると、画面上部に青色のバーが表示され、利用者のユーザー名が一覧になって表示される。